# Hells Gate (British Columbia)
Hells Gate (Schreibweise auch: Hell's Gate; deutsch „Höllentor“) ist der Ortsname (englisch populated locality) und der Name einer Flussenge des Fraser River in British Columbia (Westkanada).

## Lage

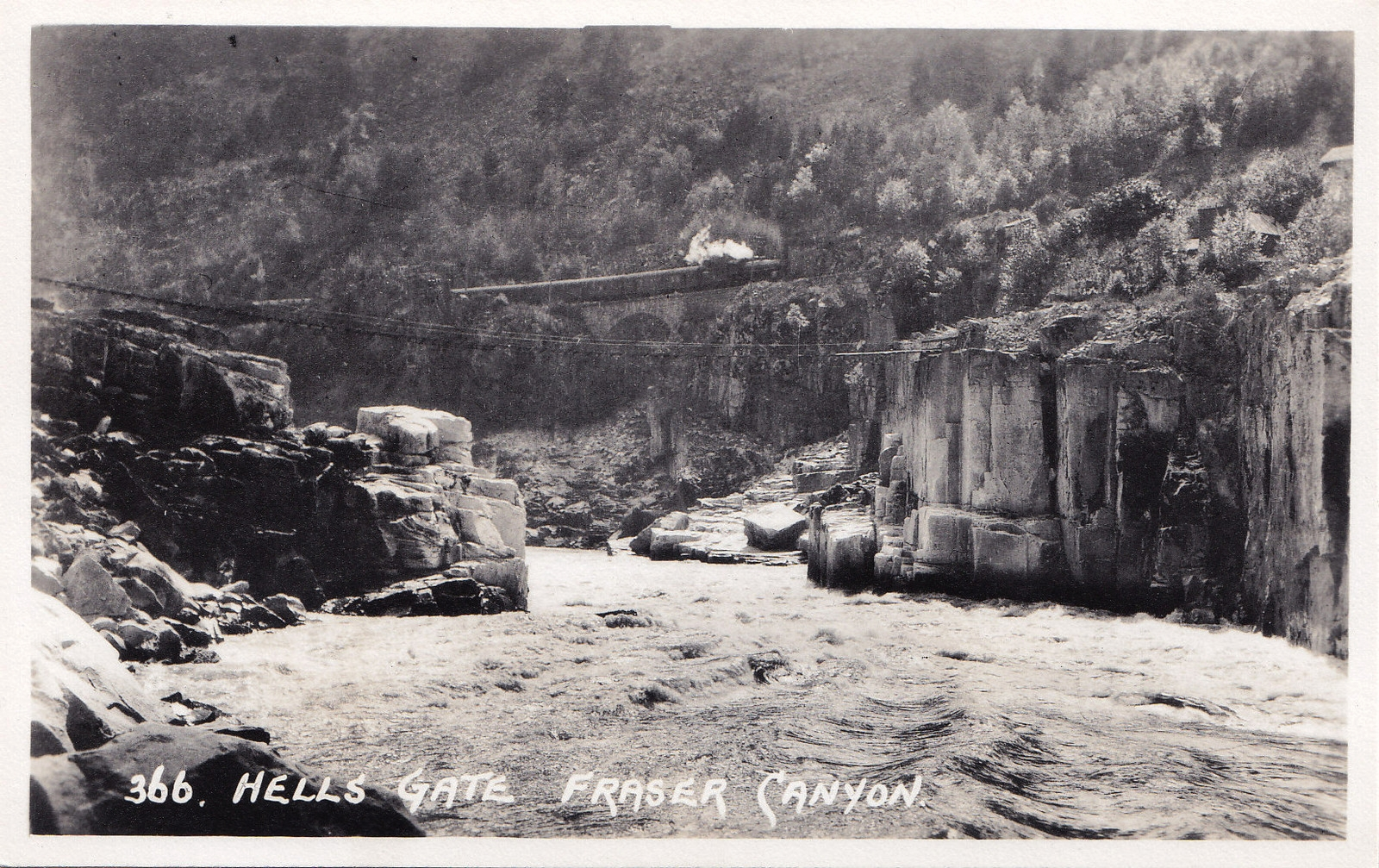
Hells Gate (um 1930)

Hells Gate liegt am Trans-Canada Highway, nächstgrößere Ortschaften sind das 53 km nördlich gelegene Lytton und das 24 km südlich gelegene Yale. Die Entfernung zu dem im Südwesten liegenden Vancouver beträgt 133 km. Hells Gate befindet sich – wie diese Orte – direkt am Fraser River, der meist parallel zum Trans-Canada Highway verläuft.

## Geschichte

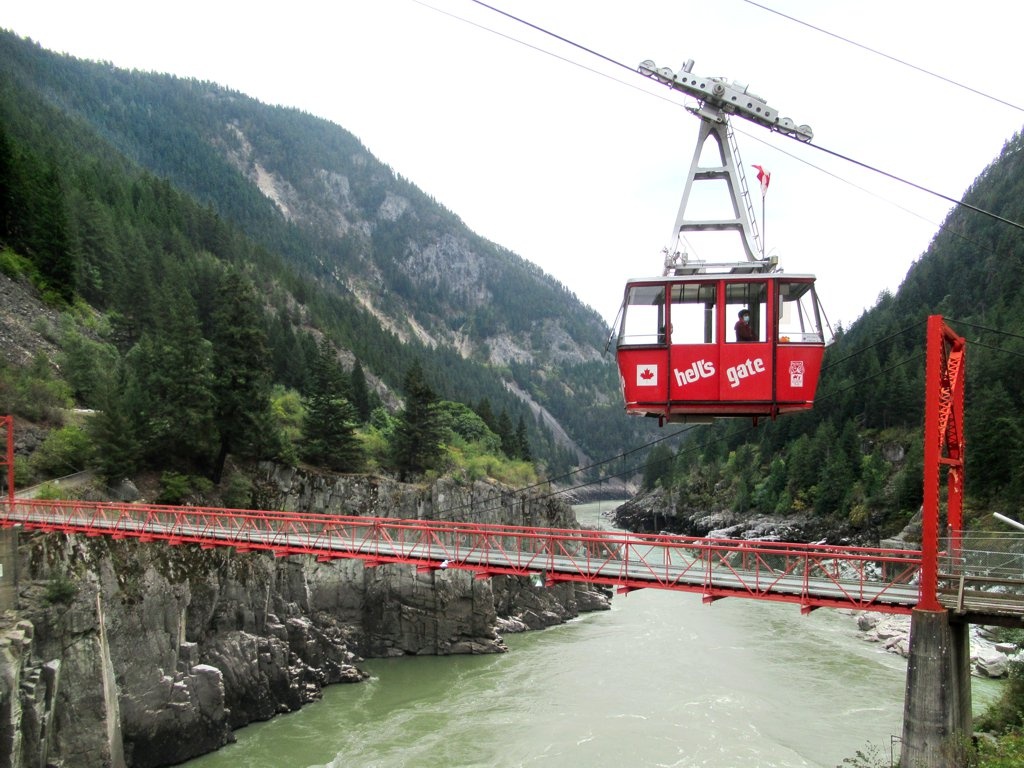
Hells Gate Air Tram

Der Entdecker Simon Fraser – nach dem der Fluss benannt ist – gelangte im Juni 1808 in diese unerschlossene Gegend und beschrieb die enge Passage des Flusses als einen „Ort, an den sich niemand wagen sollte, ganz bestimmt sind dies die Tore zur Hölle.“ Die Besiedlung erfolgte ab 1850 im nahegelegenen Hope. Als im April 1858 der Fraser-Canyon-Goldrausch begann, wurde das Erfordernis einer Straße durch diese unwegsame Region deutlich. 1860 wurden Ingenieure mit dem Bau einer 480 Meilen langen Cariboo Road (auch Cariboo Wagon Road oder Great North Road genannt) durch den Fraser Canyon betraut, mit dem im Mai 1862 begonnen werden konnte. Im Juli 1863 war sie in der Gegend um Hells Gate fertiggestellt. Ein Buch aus 1862 bezeichnete die Schlucht noch als „Hell Gate“. In der Nähe entstand 1864 eine hölzerne Hängebrücke, die 1926 durch die heutige stählerne Konstruktion abgelöst wurde.
Mit dem Beitritt British Columbias zu Kanada im Juli 1871 kam die Eisenbahn. Beidseitig des Flusses bauten ab 1883 bzw. 1911 zwei konkurrierende Eisenbahnunternehmen eine transkontinentale Güterzug-Strecke. Die erste Strecke konnte dem Verkehr übergeben werden, nachdem am 9. November 1885 in Craigellachie der letzte Nagel (englisch last spike) der transkanadischen Eisenbahn geschlagen wurde. Bei der zweiten Strecke mussten Felsen gesprengt werden, was im Februar 1914 zu einem großen Erdrutsch führte und den Fluss auf 23 Meter verengte. Die Reparaturarbeiten dauerten auch während der Lachswanderung im Juli an, so dass der Fischfang der hier lebenden indigenen Bevölkerung (Nlaka'pamux) beeinträchtigt wurde. Da der Fraser River einer der wichtigsten Flüsse für die jährlichen Lachswanderungen in Westkanada ist, wurden ab 1944 betonierte Fischtreppen errichtet, die im September 1946 fertiggestellt waren.
Im April 1955 wurde die Ortschaft Hells Gate gegründet und in Anlehnung an die Schlucht benannt, deren Bezeichnung seit 1947 offiziell registriert ist. Im Juli 1971 eröffnete die Hells Gate Air Tram mit zwei Kabinen für je 25 Passagiere, die den Fluss in einer Länge von 341 Metern zwischen den Terminals und einem Höhenunterschied von 157 Metern überspannt.

## Daten
Die ohnehin starke Strömung des Fraser River wird durch die Schlucht zwischen beidseitigen Felsen verstärkt. Insbesondere in der Gegend um Hells Gate gibt es zahlreiche Stromschnellen. Der Fluss verengt sich in Hells Gate auf 34 Meter, wobei hier Wassermengen von durchschnittlich 15.000 m³/sec hindurchgeführt werden. Die Flusstiefe schwankt zwischen 27 Metern und 64 Metern. Die beiderseits des Flusses befindlichen Granitfelsen sind 61 Meter hoch.